# Džul'bars
Džul'bars (Джульбарс) è un film del 1935 diretto da Vladimir Adol'fovič Šnejderov.